# Plaiul Cosminului, Adâncata
Plaiul Cosminului, întâlnit și sub formele Mologhia și Molodia, (în ucraineană Молодія, transliterat: Molodia, în rusă Молодия, transliterat: Molodia și în germană Molodia sau Jungheim) este un sat reședință de comună în raionul Adâncata din regiunea Cernăuți (Ucraina). Are 3,822 locuitori, preponderent români.
Satul este situat la o altitudine de 235 metri, în partea de nord a raionului Adâncata.

## Istorie
Localitatea Plaiul Cosminului a făcut parte încă de la înființare din regiunea istorică Bucovina a Principatului Moldovei. Denumirea Molodia, aparuta ulterior, înseamnă în traducere din limba ucraineană care întinerește.
În ianuarie 1775, ca urmare a atitudinii de neutralitate pe care a avut-o în timpul conflictului militar dintre Turcia și Rusia (1768-1774), Imperiul Habsburgic (Austria de astăzi) a primit o parte din teritoriul Moldovei, teritoriu cunoscut sub denumirea de Bucovina. După anexarea Bucovinei de către Imperiul Habsburgic în anul 1775, localitatea Plaiul Cosminului a făcut parte din Ducatul Bucovinei, guvernat de către austrieci, făcând parte din districtul Cernăuți (în germană Czernowitz).  
După Unirea Bucovinei cu România la 28 noiembrie 1918, satul Plaiul Cosminului a făcut parte din componența României, în Plasa Cosminului a județului Cernăuți. Pe atunci, majoritatea populației era formată din români, existând și comunități de ucraineni și de germani. În perioada interbelică, a funcționat aici un oficiu PTT de stat .
Ca urmare a Pactului Ribbentrop-Molotov (1939), Bucovina de Nord a fost anexată de către URSS la 28 iunie 1940. Bucovina de Nord a reintrat în componența României în perioada 1941-1944, fiind reocupată de către URSS în anul 1944 și integrată în componența RSS Ucrainene. 
Începând din anul 1991, satul Plaiul Cosminului face parte din raionul Adâncata al regiunii Cernăuți din cadrul Ucrainei independente. La recensământul din 1989, numărul locuitorilor care s-au declarat români plus moldoveni era de 2.532 (214+2.318), reprezentând 67,68% din populația localității . În prezent, satul are 3.822 locuitori, preponderent români.
Deși satul este majoritar românesc, nu există o școală de limba română, fapt care contribuie la ucrainizarea populației.

## Demografie
Componența lingvistică a comunei Plaiul Cosminului
     Română (55,52%)
     Ucraineană (43,54%)
     Alte limbi (0,95%)
Conform recensământului din 2001, majoritatea populației comunei Plaiul Cosminului era vorbitoare de română (55,52%), existând în minoritate și vorbitori de ucraineană (43,54%).
1930: 3.845 (recensământ) 
1989: 3.741 (recensământ)
2001: 3.847 (recensământ)

### Recensământul din 1930
Componența etnică a comunei Plaiul Cosminului (județul Cernăuți)
     Români (67,95%)
     Germani (25,56%)
     Ruși (3,09%)
     Evrei (2,28%)
     Altă etnie (1,12%)
Componența confesională a comunei Plaiul Cosminului
     Ortodocși (71,83%)
     Romano-catolici (25,35%)
     Mozaici (2,28%)
     Altă religie (0,54%)
Conform recensământului efectuat în 1930, populația comunei Plaiul Cosminului se ridica la 3.845 locuitori. Majoritatea locuitorilor erau români (67,95%), cu o minoritate de germani (25,56%), una de ruși (3,09%) și una de evrei (2,28%). Alte persoane s-au declarat: ruteni (35 de persoane) și polonezi (6 persoane). Din punct de vedere confesional, majoritatea locuitorilor erau ortodocși (71,83%), dar existau și romano-catolici (25,35%) și mozaici (2,28%). Alte persoane au declarat: evanghelici/luterani (9 persoane), greco-catolici (3 persoane), adventiști (5 persoane) și altă religie (2 persoane), iar 1 persoană nu a declarat religia.

## Personalități
- Eusebiu Mandicevschi (1857-1929) - compozitor, dirijor de cor și muzicolog român din Austria, originar din Bucovina
- Gheorghe Mandicevschi (1870-1907) - compozitor, dirijor și pedagog român
- Vladimir Moroz (n. 1959) - mitropolit ucrainean de origine română